# Marcus Rose
William Marcus Henderson Rose (Loughborough, 12 gennaio 1957) è un ex rugbista a 15 internazionale per l'Inghilterra, con cui disputò la Coppa del Mondo 1987.

## Biografia
Compì gli studi superiori a Loughborough e universitari a Durham a Cambridge per la cui squadra di rugby vinse nel 1980 il Varsity Match contro Oxford con 9 punti personali, e giocò come estremo per Harlequins e Coventry.
Nel 1981 esordì in Nazionale inglese nel Cinque Nazioni di quell'anno, poi disputò altri due incontri prima di essere tenuto fuori squadra per quasi 5 anni.
Nel 1987 fu chiamato nella rosa che disputò la I edizione della Coppa del Mondo di rugby, ma un infortunio rimediato nella fase a gironi durante un incontro con l'Australia mise fine alla sua carriera internazionale dopo solo 10 test match e 82 punti segnati.
Nel 2008 fu cooptato nel consiglio dei fiduciari dell'Hatfield College presso l'Università di Durham.